# Bartsia strigosa
Bartsia strigosa är en snyltrotsväxtart som beskrevs av U. Molau. Bartsia strigosa ingår i släktet svarthösläktet, och familjen snyltrotsväxter. Inga underarter finns listade i Catalogue of Life.